# Fonologie
Fonologie of klankleer is de tak van de taalwetenschap die de kleinste, betekenisonderscheidende klanken bestudeert. Deze klanken heten fonemen.

## Etymologie
Het woord fonologie is een afleiding uit Grieks φωνή fonê voor klank en (achtervoegsel) -λογία logía voor theorie, kennis (< λόγος, logos, woord).

## Verschil met de fonetiek

### Fonetiek/Fonologie
De belangrijkste reden waarom taal uitsluitend door mensen kan worden voortgebracht, is dat de fundamentele klanken waaruit spraak bestaat, kenmerkend zijn voor het speciaal hiervoor ontworpen menselijke spraakkanaal. Hoe dit precies in zijn werk gaat, is het onderwerp van de fonetiek en de fonologie, twee deelgebieden binnen de taalkunde.
De fonetiek bestudeert de klank van taal als continu geluids-signaal op fysisch niveau en probeert daarin klanken te onderscheiden om deze vervolgens, via een fonetisch alfabet, zo objectief mogelijk te beschrijven, zonder op betekenis of woordvorm te letten.
In de fonologie staat centraal dat elke taal gebruikmaakt van een vaste, kleine verzameling elementaire, betekenisdragende, klankelementen – de fonemen – zelfs als die niet in alle omstandigheden hetzelfde worden uitgesproken (allofonen). De fonologie karakteriseert die elementen in termen van klankkenmerken en beschrijft de uitspraakregels van een taal als combinatieregels die aangeven welke reeksen opeenvolgende fonemen in een specifieke taal mogelijk zijn en hoe ze zullen worden uitgesproken. Zo is het gegeven dat in het Nederlands harde wordt uitgesproken met een d-klank en hard met een t-klank, terwijl in het Engels ook hard een zachte d-klank heeft, een studieobject voor de fonologie.
Anders dan de zusterdiscipline fonetiek, waarin de spraak zelf tot in de fysische details wordt bestudeerd, beschrijft de fonologie dus met name de klankverschuivingen in specifieke contexten voor zover deze van belang zijn voor een taal. In het Nederlands wordt de [k]-klank in koe doorgaans net iets anders uitgesproken dan de [k]-klank in kies onder invloed van het feit dat de tong een andere positie inneemt bij het uitspreken van de volgende klinker [u] (oe) dan bij het uitspreken van de volgende klinker [i] (ie). Sprekers van het Nederlands zijn zich van deze verschillen niet bewust en maken ook op geen enkele manier gebruik van dit verschil, dat daarom kan worden gezien als een onderwerp van de fonetiek en niet van de fonologie.
Terwijl het deelgebied van de fonetiek verwantschap heeft met de natuurkunde en de anatomie, gaat de fonologie over de manier waarop iedere afzonderlijke spraakklank in het hoofd zit: of als foneem of als allofoon. De fonologie is daarmee niet alleen een onderdeel van de taalkunde, maar vertoont ook raakvlakken met de taalpsychologie en de taalsociologie.
De exacte relatie tussen fonologie en fonetiek is overigens controversieel. Volgens sommigen is de fonologie als discipline feitelijk overbodig, omdat zij niets kan verklaren dat niet ook al door de fonetiek verklaard wordt. Anderen beweren juist dat de fonetiek weinig bijdraagt aan een dieper begrip van de klanken van de menselijke taal, omdat de fonologie zich hier al voldoende op toespitst. Het lijkt er echter nog het meest op dat deze twee disciplines in elkaars verlengde liggen en dus niet los van elkaar kunnen worden gezien.

## Fonologische processen
Fonologie richt zich onder andere op de grammaticale structuur van talen. Sommige fonologische regels houden hier rechtstreeks mee verband. Ze zijn dus specifiek van toepassing op bepaalde morfemen; dergelijke regels worden lexicaal genoemd. Andere regels overstijgen de grammaticale structuur van talen en zijn alleen van toepassing op de klanken als zodanig. We spreken dan van een postlexicale regel.
Een belangrijk onderwerp van studie voor fonologen zijn verder klankwisselingen ofwel alternanties. Een voorbeeld in het Nederlands is verscherping (in het Engels: final devoicing, in het Duits: Auslautverhärtung) van eindklanken. Uit de vergelijking van paren woorden als honden ['ɦondə] - hond [ɦont], huizen ['ɦœyzə] - huis [ɦœys], leven ['leːvə] - leef [le:f] en dergelijke kan opgemaakt worden dat Nederlandse woorden nooit eindigen op een van de stemhebbende medeklinkers [d], [z], [b], [v] en [ɣ] (g). In plaats daarvan spreekt iemand die Nederlands als moedertaal heeft een stemloze [t], [s], [p], [f] of [x] (ch) uit. In taalkundig jargon wordt de fonologische regel verscherping van de eindklank gevolgd.
Het is een onderdeel van het aanleren van een vreemde taal dat de fonologische regels van de moedertaal worden toegepast. Een native speaker van het Nederlands zal dus op moeten passen om het Engelse bed [bɛd] niet uit te spreken als [bɛt].
Aan verscherping zijn een aantal eigenschappen van fonologische processen in het algemeen te illustreren. In de eerste plaats bestaat er een fonetische motivatie voor: stemhebbende klanken zijn aan het eind van een woord (als er geen klinker volgt) om fysieke redenen lastiger uit te spreken dan stemloze. Eindklankverscherping komt behalve in het Nederlands dan ook in een groot aantal andere natuurlijke talen voor, zoals het Pools, het Russisch, het Duits en het Turks. Tegelijkertijd is verscherping niet een puur articulatorisch effect van het menselijk spraakapparaat, aangezien er ook legio talen zijn - zoals het Frans en het Engels - die het verschijnsel niet kennen. Een kind dat Nederlands leert moet dus, anders dan bijvoorbeeld een kind dat opgroeit in een Engelstalige omgeving, ook leren dat de moedertaal verscherping heeft. Verscherping van de eindklank is daarmee wel degelijk onderdeel van de fonologie van onder andere het Nederlands.
Behalve een synchroon proces van het moderne Nederlands zit er ook een diachrone kant aan de zaak. Ooit moet het Nederlands geen verscherping hebben gehad en op een bepaald moment zijn Nederlandstaligen de eindklanken dus gaan verscherpen. De vraag wanneer, hoe en waarom dit gebeurd is, is een onderwerp van studie voor de diachrone fonologie. Overigens kent het Nederlands al zolang het in geschreven vorm bestaat verscherping: in Middelnederlandse geschriften komen al vormen voor als lief en lieve. In het Fries is de ontwikkeling veel recenter: veel variëteiten van het Fries hebben pas in de loop van de negentiende en soms zelfs de twintigste eeuw verscherping gekregen.
Een ander fonologisch proces dat in heel veel talen voorkomt, maar toevallig niet in de meeste West-Europese, is klinkerharmonie.

## Diachroon/synchroon
Er wordt onderscheid gemaakt tussen diachrone en synchrone fonologie. De eerste variant beschrijft hoe klanksystemen in de loop van de tijd veranderen, de tweede variant vooral hoe het klanksysteem van een bepaalde taal op een bepaald moment in elkaar zit, waarbij het gaat om vragen als: welke spraakklanken heeft een bepaalde taal en welke niet, welke lettergrepen kunnen wel en niet met combinaties van die klinkers en medeklinkers gevormd worden, waar hangt het van af wanneer op een bepaalde lettergreep de klemtoon ligt en welke omgevingen beïnvloeden de uitspraak van klanken.

## Geschiedenis
De basis van de moderne fonologie wordt wel gelegd bij geleerden als Ferdinand de Saussure, Nikolaj Troebetskoj, Jan Baudouin de Courtenay en Roman Jakobson, maar ook negentiende-eeuwse geleerden als de Junggrammatiker hielden zich al bezig met diachrone fonologie.
Het officiële begin van de moderne synchrone fonologie als wetenschappelijke discipline wordt soms wel gelegd in 1928 toen onder andere Troebetskoj en Jakobson spraken op het Internationale Fonetische Congres op het Binnenhof in Den Haag. De fonologie was het paradepaardje en het succesnummer van de zogenoemde structuralistische taalkunde; het postume en onvoltooide Grundzüge der Phonologie van Troebetskoj kan worden gezien als een hoogtepunt van het structuralisme. Pioniers van de fonologie in het Nederlandse taalgebied waren onder meer Jac. van Ginneken, Nicolaas van Wijk en A.W. de Groot die hun belangrijkste fonologische werk schreven in de jaren 1930.
Een belangrijke naoorlogse ontwikkeling was de toepassing van de principes van de generatieve taalkunde op de fonologie. Dit gebeurde in eerste instantie door Noam Chomsky en Morris Halle in hun invloedrijke boek The Sound Pattern of English, dat onder meer inzichten uit het Amerikaanse en Europese structuralisme combineerde.
In de jaren 1970 werd gesteld dat met de regels uit de generatieve fonologie belangrijke significante generalisaties niet altijd gevat konden worden. Charles Kisseberth schreef in 1970 een artikel waarin constraints (beperkingen) worden toegevoegd aan regels voor het beschrijven van fonologische processen. Aan het begin van de jaren 1990 werd de optimaliteitstheorie geïntroduceerd (Prince en Smolensky 1993). Hiermee werd de tot dan onduidelijke interactie van regels en beperkingen strikter geformuleerd; zo kregen bijvoorbeeld de verschillende mogelijke oppervlaktevormen die een woord in de onderliggende vorm kan aannemen een etiket opgeplakt in de vorm van gemarkeerdheid.
In de loop van de jaren 1990 werd de fonologie steeds pluriformer van opzet. Er kwam meer aandacht voor resultaten uit de fonetiek, de experimentele psychologie, de sociolinguïstiek en andere disciplines. Bekende Nederlandse fonologen op dit moment zijn Paul Boersma, Geert Booij, Carlos Gussenhoven, René Kager en Wim Zonneveld.

## Transcriptie
Voor nauwkeurige transcriptie van spraak wordt gebruikgemaakt van fonetische alfabetten. Het bekendste voorbeeld van een fonetisch alfabet is het International Phonetic Alphabet, dat gebruikmaakt van vierkante haken ([ ]). Een vereenvoudigde versie (bijvoorbeeld voor gebruik op computers zonder Unicode) is SAMPA.